# إيزابيل فنسنت
إيزابيل فنسنت هي صحفية كندية، ولدت في 1965.